# Macworld
Macworld est un site web et une revue d'informatique mensuelle consacré aux produits Apple Macintosh, parue dans plusieurs langues. Il est basé à San Francisco en Californie et est publié depuis 1984. La revue fut fondée par David Bunnell (publieur) et Andrew Fluegelman (éditeur). Il s'agit du plus ancien magazine consacré à Apple toujours en activité. Le directeur d'édition est actuellement Jason Snell.

## France
IDG a racheté le magazine Golden, publié en France et au Canada depuis 1991, et l'a rebaptisé Macworld France en 1996. Deux ans plus tard, il a fusionné avec le magazine Univers Mac, créé en 1994, et a été rebaptisé Univers Macworld. Sa parution a probablement cessé en 2004.

## Allemagne
Depuis 1990 jusqu'en août 2015, Macworld a également paru sous forme de magazine imprimé dans les pays germanophones sous le titre allemand Macwelt. C'était l'un des magazines Apple les plus diffusés en Allemagne.
D'autres éditions ont existé en Royaume-Uni, Suède, Italie ou en Turquie.